# Антоніу да Мадалена
Антоніу да Мадалена (порт. António da Madalena, помер бл. 1589) — португальський монах-капуцин, перший європеєць, що відвідав Ангкор в 1586 році (на території сучасної Камбоджі).

## Біографія
Антоніу да Мадалена народився в Коїмбрі. З 1575 по 1579 роки жив у Алкобаському монастирі.
У 1580 році помандрував до Гоа, де заснував бібліотеку ордена капуцинів. У 1583 році він подорожував по суші до території сучасної Камбоджі, де в 1586 році він був першим європейським відвідувачем в Ангкорі.
Він розповів про свою подорож до Ангкора історику Діогу ду Коуту, головному хроністу та куратору Архіву португальських досліджень і колонізації в Азії. Він намагався допомогти у відновленні Ангкора, але проєкт був невдалим.
Також Мадалена відвідав португальську колонію Малакка та королівство Аюттхая в Сіамі.
У 1589 році загинув під час корабельної аварії на каравелі «Сан-Томе» біля узбережжя Південної Африки, коли він повертався додому після багатьох років, проведених в Індії.